# Charlotte Karlinder
Charlotte Karlinder, född 1975 i Munkfors, är en tysk tv-personlighet. Hon föddes i Sverige, men växte delvis upp i Tyskland. Hon har studerat juridik i Hamburg och kulturvetenskap i Lüneburg.
Hon har bl.a. jobbat som programledare för maxim tv Deutsches Sportfernsehen, mission mtv MTV, Absolut Schlegl ProSieben och Frukost-TV Sat.1. Aktuellt är hon programledare för live-showen av Dokusåpan "Big Brother" (RTL2).